# Estádio Nacional do Chiazi
O Estádio Nacional do Chiazi é um estádio multiuso localizado na cidade de Cabinda, capital do enclave de Cabinda, província de Angola. Inaugurado oficialmente em 11 de janeiro de 2010, foi uma das sedes oficiais do Campeonato Africano das Nações de 2010 realizado no país, tendo abrigado jogos da fase de grupos e uma partida válida pelas quartas-de-final da competição. Sua capacidade máxima é de 20 000 espectadores.
O Futebol Clube de Cabinda manda seus jogos oficiais por competições nacionais e continentais no estádio. A Seleção Angolana de Futebol esporadicamente também manda jogos amistosos e oficiais ali.